# Vuoritsalo
Vuoritsalo  est une île du lac Päijänne à Jyväskylä en Finlande,,.

## Présentation
L'ile fait 4,1 kilomètres de long, 1,7 kilomètre de large et sa superficie est de 4,74 km2.
À son Est, se trouve l'ile Siikasaari, qui est séparée de Vuoritsalo par le détroit peu profond Ruokosalmi, d'une largeur de 130 à 260 mètres. 
Les iles Pieni-Lehtinen , Lehtissaari et Kalasaari sont situées dans le détroit à l'ouest de Vuoritsalo. 
Kalasaari est séparée de Vuoritsalo par le détroit Kalasalmi de 50 à 220 mètres de large. 
Les autres îles près de la plage de Vuoritsalo sont Pieni Vuoritsalo , Iso-Holsti et Pieni-Holsti près de l'extrémité sud.
Le sommet de l'île est à environ 177,5 mètres d'altitude et s'élève à 99 mètres au-dessus de la surface du Päijänne.
Le sommet est situé dans la moitié nord de l'île, mais le côté sud a également un pic qui culmine à environ 77 mètres. 
L'île est si proche de la forme convexe qu'un seul étang sans nom y est né. 
Il est situé dans la partie nord de l'île et sa surface est à plus de 58 mètres au-dessus du lac Päijänne. 
Les pentes de l'île sont abruptes, surtout à son extrémité nord,.

## Galerie

Vuoritsalo.